# Cyclopera gallienii
Cyclopera gallienii là một loài bướm đêm trong họ Noctuidae.